# بيتر هووبر
بيتر هووبر (بالإنجليزية: Peter Hooper)‏ هو لاعب كرة قدم كيني، ولد في 2 فبراير 1933 في Teignmouth ‏ في المملكة المتحدة، وتوفي في 13 أغسطس 2011 في بارنستيبل ‏ في المملكة المتحدة. شارك مع منتخب كينيا لكرة القدم. أما مع النوادي، فقد لعب مع كارديف سيتي ونادي بريستول روفيرز ونادي بريستول سيتي ونادي ووستر سيتي.